# ネヴァ湾

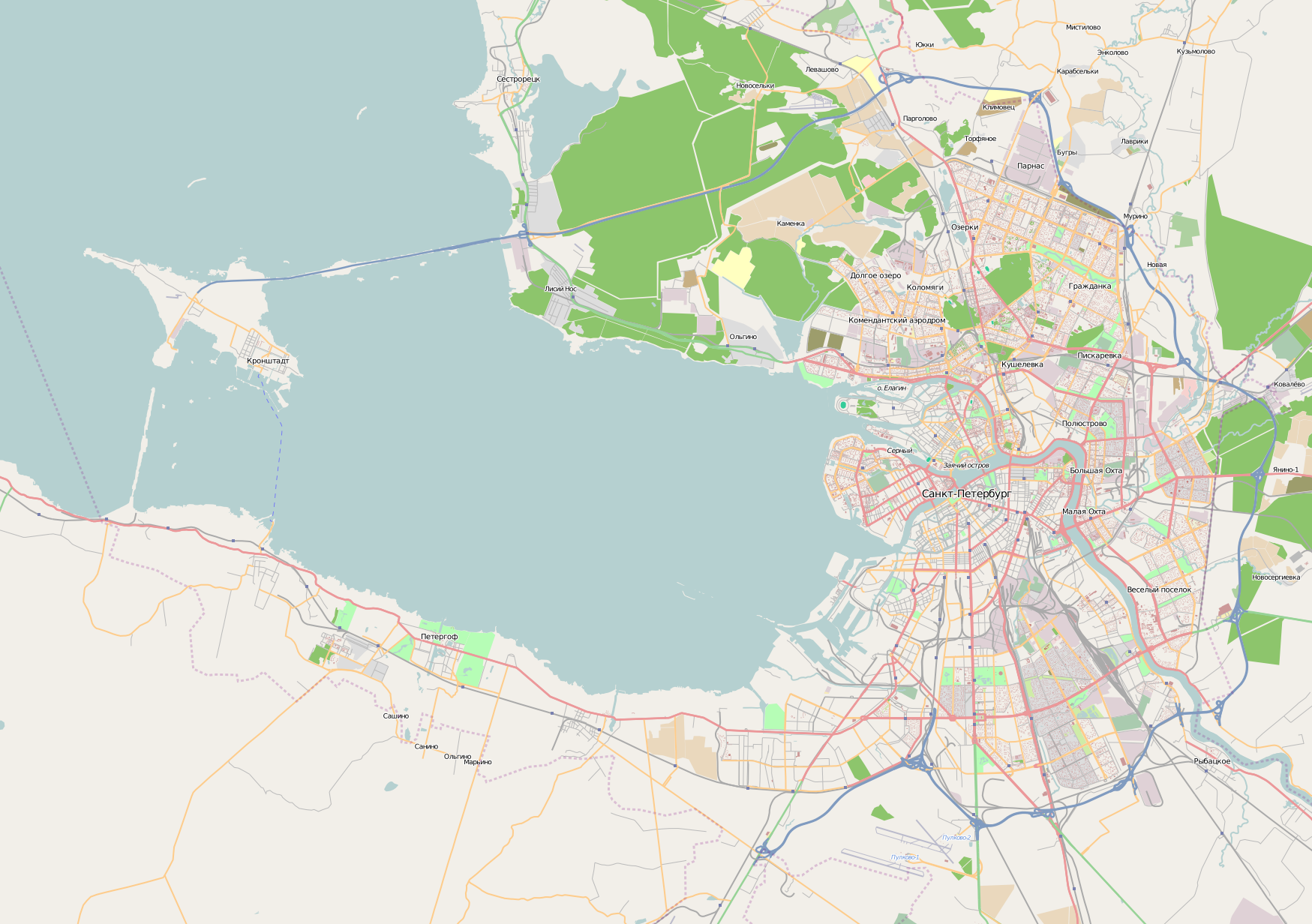
ネヴァ湾の地図

ネヴァ湾（ネヴァわん、ロシア語: Не́вская губа́）は、クロンシュタット湾とも呼ばれ、コトリン島とサンクトペテルブルク市街地のあるネヴァ川河口の間を占めていて、フィンランド湾の最東端に当たる。面積は329平方キロメートル。
ネヴァ湾全体は現在、長さ25キロメートルのサンクトペテルブルク・ダムによってフィンランド湾から切り離されている。ダムによって区切られた面積は380平方キロメートルである。海岸線全体がレニングラード州ではなく、サンクトペテルブルクの一部となっている。
ダムが建設される以前は、ネヴァ湾の水が定期的にサンクトペテルブルクで洪水を引き起こしていた。特に偏西風によって水が東に流されると、ネヴァの水が流れなくなり、川の水位が急上昇した。堤防が建設されたことで、洪水の危険はほぼ回避されたが、それ以来、堤防の東側の水は特に汚染されていると考えられている。湾は、流出によって汚染されたネヴァ川の水を吸収する一方、堤防の存在によってバルト海の他の海域との水交換が非常に難しくなっているためである。
夏のネヴァ湾の平均水温は17～19℃だが、11月から4月にかけては凍結する。11月から4月にかけて湾は凍結するので、砕氷船で一年中航路は確保している。